# Reporters (émission de télévision)
Ne doit pas être confondu avec Reporters (magazine de NT1).
Pour les articles homonymes, voir Reporters.
Reporters est un magazine de grand reportage créé, produit et présenté par Patrick de Carolis, diffusé du 19 septembre 1987 au 10 avril 1992 sur La Cinq. Il est lancé le même jour que son concurrent direct Reportages d'Henri Chambon diffusé à 13h15 sur TF1.

## Principe de l'émission

Reporters - 1er logo (1987-1989)

Dans sa première version (1987-1989), l'émission est composée de trois reportages introduits par Patrick de Carolis assis sur un tabouret de bar seul au milieu du plateau, puis chaque reportage est commenté après sa diffusion par son auteur interrogé par Carolis.
Les séquences en plateau furent exceptionnellement remplacées par des séquences en extérieur lors d'un numéro spécial consacré à la réunification allemande tourné à Berlin avec Gérard Saint-Paul, correspondant permanent de la Cinq en 1990.
Reporters est le premier magazine à remettre à l'honneur le grand reportage à la télévision après Cinq colonnes à la Une et bien avant Envoyé spécial.
L'émission est réalisée par Anne Soalhat de septembre 1987 à Juin 1987 puis par Vincent Basso-Bondini de Juin 1987 jusqu'à la fin de la chaine.

## Le magazine qui monte, qui monte
L'émission est diffusée du 19 septembre 1987 à septembre 1989 tous les samedis de 12h30 à 13h00 sur la Cinq. Puis toujours au même horaire dans le cadre du Magazine des magazines de septembre 1989 à décembre 1989. 
Le magazine à l'origine crée pour le soir. À la suite de ses bonnes audiences et de plusieurs récompenses, il est déplacé du samedi matin à la case de deuxième partie de soirée, et passe de 26 à 52 minutes. C'est encore les bons taux d'audience lors de la couverture de la révolution roumaine de 1989 et de la chute du mur de Berlin, La Cinq lance Le Turbo sur l'info. Le magazine Reporters est diffusé tous les jours à 19h00 du 5 février 1990 au 22 juin 1990, et le Journal est avancé à 19h45.
Enfin, l'émission est déplacée le dimanche soir en seconde partie de soirée dès le 20 septembre 1990 par Pascal Josèphe, nouveau directeur des programmes nommé par Hachette. Jusqu'au 5 avril 1992, les reportages diffusés étaient, pour des raisons budgétaire, des rediffusions.
En 1993, Patrick de Carolis devenu directeur de l'information de M6, crée et présente un nouveau magazine: Zone interdite.

### Reportages
Les reportages sont réalisés par les journalistes de la rédaction de la Cinq et par des agences extérieures. Elle permet au duo Lainé et Caron de diffuser ses premières enquêtes à la télévision.
À la suite de la diffusion le 29 septembre 1989 d'un reportage consacré au « Prince Noir » du périphérique parisien, motard détenteur du record du tour du périphérique parisien en 11 minutes (depuis battu par "Ghost Rider", motard suédois, en 9 min 57 s), le CSA a écrit le 4 octobre à Robert Hersant, PDG de la Cinq, pour s'élever contre la diffusion de tels reportages jugés incitatifs à la reproduction de comportements dangereux.

#### Vidéos
- Fin du JT de la Cinq du 18 septembre 1987 dans lequel Patrick de Carolis présente le concept de Reporters
- Générique de Reporters
- Reportage consacré au "Prince Noir" du périphérique parisien diffusé le 29 septembre 1989
- Bande-annonce de Reporters pour le passage quotidien de l'émission en janvier 1990.